# 截對角六方偏方面體
在幾何學中，截對角六方偏方面體是指截去六方偏方面體頂角與底角所形成的立體，由12個五邊形和2個六邊形組成。

## 性質
截對角六方偏方面體由14面組成，其14個面中包含了12個五邊形和2個六邊形，其有兩種頂點，一種為3個五邊形的公共頂點，另外一種為2個五邊形和1個六邊形的公共頂點。

## 用途
截對角六方偏方面體除了頂面和底面外正好有12個面，因此被用於部分月曆的設計。

## 相關多面體
一般偏方面體通常是等面的立體，因此截去六方偏方面體頂角與底角所形成的立體通常是由若干個全等的五邊形組成。然而其有一種變體是具有不同形狀的五邊形所組成的立體，其出現於韋爾—費倫結構中，並被部分文獻描述為類似截對角六方偏方面體的十四面體，許多文獻通常會直接用截對角六方偏方面體代表該立體。
| 韋爾—費倫結構中的一種胞，可對應到有兩種五邊形的截對角六方偏方面體 | 截去對角的六方偏方面體 | 六方偏方面體 |

### 韋爾—費倫結構

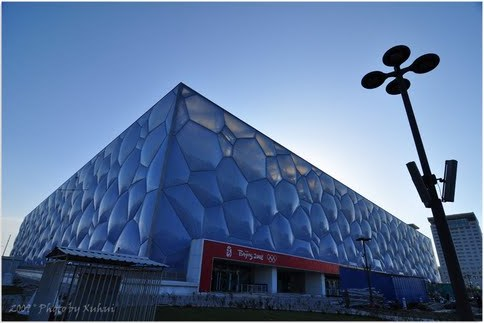
水立方外牆包括了被平面所截、局部的韋爾—費倫結構。

韋爾—費倫結構對應的多面體堆砌結構為由前述的截對角六方偏方面體變體與五角十二面體共同填滿三維空間所形成的幾何學結構，其代表了大小相等的氣泡所形成的理想化泡沫結構的一種解，並且其結構的改良版之局部被用於2008年北京奧運的国家游泳中心建築水立方的外牆設計。
| 韋爾—費倫結構中的一種胞 | 韋爾—費倫結構的局部 |

### 截角六方偏方面體
另一種與截對角六方偏方面體相關的立體為截角六方偏方面體。截對角六方偏方面體只截了六方偏方面體的其中兩個角。類似地，在幾何上通常會用完全截角（Fully truncate）來區分這種情況。截角六方偏方面體共由26個面、72條稜和48個頂點組成。
| 截去對角的六方偏方面體 | 截去所有角的六方偏方面體 |

### 雙六角錐反角柱
雙六角錐反角柱是截對角六方偏方面體的對偶多面體，由24個面、36條稜和14個頂點組成，可視為在六角反角柱的兩個六邊形面上疊上六角錐的結果。
| 截對角六方偏方面體 | 截對角六方偏方面體的對偶 |